# Liste von Sakralbauten in Dormagen
Die Liste von Sakralbauten in Dormagen enthält die Kirchengebäude, Kapellen und andere Sakralbauten in der Stadt Dormagen. Nicht aufgeführt sind Wegekreuze.

## Christentum

### Römisch-katholische Kirchen
| Abbildung                                 | Name                                                        | Standort                                               | Koordinaten                    | Bauzeit | Pfarrei                                       | Besonderheiten |
| ----------------------------------------- | ----------------------------------------------------------- | ------------------------------------------------------ | ------------------------------ | --- | --------------------------------------------- | --- |
|                                           | St. Agatha                                                  | Straberg Winand-Kayser-Str. 5, 41542 Dormagen          | 51° 5′ 33″ N, 6° 45′ 46″ O     | 1886–1888 | Dormagen Nord                                 | Einschiffige, neugotische Backsteinkirche, seit 1984 unter Denkmalschutz.                                                      |
|                                           | St. Aloysius                                                | Stürzelberg Oberstr. 12, 41541 Dormagen                | 51° 8′ 28″ N, 6° 49′ 3″ O      | 1838, 1910 | Dormagen Nord                                 | Ehemalige Kapelle, 1910 zur einschiffigen Kirche erweitert; seit 1984 unter Denkmalschutz.                                     |
|                                           | Zur Hl. Familie                                             | Horrem Weilergasse 1, 41540 Dormagen                   | 51° 5′ 57,4″ N, 6° 48′ 45,6″ O | | St. Michael                                   | |
|                                           | St. Gabriel                                                 | Delrath Im Grund 10, 41542 Dormagen                    | 51° 7′ 41,8″ N, 6° 47′ 9,6″ O  | 1952/53 | Dormagen Nord                                 | Seit 2007 unter Denkmalschutz.                                                                                                 |
|                                           | St. Josef                                                   | Delhoven An St. Joseph 2, 41540 Dormagen               | 51° 4′ 36,5″ N, 6° 46′ 44,6″ O | | Dormagen Nord                                 | |
| Blick zum romanischen Chor weitere Bilder | St. Katharina                                               | Hackenbroich Am Burggraben 4, 41450 Dormagen           | 51° 3′ 52″ N, 6° 48′ 46″ O     | um 1200, 1865 wurde die Kirche bis auf den Turm und den Chor niedergelegt und daneben eine neue Kirche errichtet.                                                                            | St. Michael                                   | Seit 1984 unter Denkmalschutz.                                                                                                 |
| Blick von Süden weitere Bilder            | Basilika St. Maria Magdalena und St. Andreas (Knechtsteden) | Knechtsteden 2, 41450 Dormagen                         | 51° 4′ 36,3″ N, 6° 45′ 10,1″ O | 1138–1150, 1477 spätgotischer Hauptchor, 1903 Querapsiden auf altem Grundriss. | Klosterkirche der Spiritaner (Basilika minor) | Seit 1984 unter Denkmalschutz.                                                                                                 |
| weitere Bilder                            | St. Maria vom Frieden                                       | Dormagen-Nord Sebastian-Bach-Straße 1a, 41539 Dormagen | 51° 6′ 1″ N, 6° 49′ 42″ O      | | St. Michael                                   | |
| weitere Bilder                            | St. Martinus                                                | Zons Hubertusstr. 1a, 41541 Dormagen                   | 51° 7′ 14,9″ N, 6° 50′ 57,3″ O | 1019 erwähnt, gotischer Neubau im 14. Jahrhundert, 1875 bis 1879 durch einen neogotischen Neubau nach Plänen von Vincenz Statz und August Carl Lange ersetzt.                                | St. Michael                                   | Beschreibung Seit 1984 unter Denkmalschutz. Das ehemalige Zollhaus und Kloster wird ab 1960 als Jugend- und Pfarrheim genutzt. |
| weitere Bilder                            | St. Michael                                                 | Dormagen-Mitte Kölner Str. 38, 41539 Dormagen          | 51° 5′ 27,3″ N, 6° 50′ 33,5″ O | 12. Jahrhundert, Langhaus in gotischer Zeit ersetzt, 1887 erneut ersetzt durch neogotischen Neubau von Franz Statz, 1970 niedergelegt. Neubau von Hans Schilling.                            | St. Michael                                   | Seit 1984 unter Denkmalschutz.                                                                                                 |
| Neoromanischer Westbauweitere Bilder      | St. Odilia                                                  | Gohr Kirchplatz 6a, 41542 Dormagen                     | 51° 6′ 13″ N, 6° 43′ 8,7″ O    | Langhaus und Chor aus dem 12. Jahrhundert. Umbauten im 17. Jahrhundert, zwischen 1891 und 1893 wurde ein großer Westbau mit Turm, Querschiff und Vorhalle in neoromanischen Formen angefügt. | Dormagen Nord                                 | Seit 1984 unter Denkmalschutz.                                                                                                 |
| weitere Bilder                            | St. Pankratius                                              | Nievenheim Conrad-Schlaun-Str. 5, 41542 Dormagen       | 51° 6′ 49,2″ N, 6° 46′ 21,2″ O | Turm aus dem 12. Jahrhundert, neue Kirche von 1741 bis 1743 unter Beibehaltung des Turmes als barocke dreischiffige Hallenkirche errichtet.                                                  | Dormagen Nord                                 | Auch Hl. Salvator Mundi genannt. Seit 1984 unter Denkmalschutz.                                                                |

### Kapellen
| Abbildung      | Name                         | Standort                                                   | Bauzeit                                           | Besonderheiten                                                                                   |
| -------------- | ---------------------------- | ---------------------------------------------------------- | ------------------------------------------------- | ------------------------------------------------------------------------------------------------ |
| weitere Bilder | Kapelle des Raphaelshauses   | Dormagen-Nord Krefelder Straße 122, 41539 Dormagen         | 1901/02                                           | Seit 1984 unter Denkmalschutz.                                                                   |
| weitere Bilder | Dreifaltigkeitskapelle       | Zons Rheinstraße 1, 41541 Dormagen                         | 1860 (Paschalis Gratze)                           | Seit 1960 nur noch gelegentlich zu Taufen oder Andachten genutzt. Seit 1984 unter Denkmalschutz. |
|                | Neuromanische Kapelle Broich | Broich Bergheimer Straße / Nachtigallenweg, 41452 Dormagen | 1860                                              | Zweitürmig. Seit 1984 unter Denkmalschutz.                                                       |
|                | Lourdeskapelle Hackenbroich  | Hackenbroich am Ende der Dorfstraße, 41540 Dormagen        | Ende 19. Jahrhundert                              | Seit 1984 unter Denkmalschutz.                                                                   |
|                | Kapelle Hackhausen           | Hackenbroich Hackhauser Straße 2, 41540 Dormagen           | ca. 1870                                          | Seit 1984 unter Denkmalschutz.                                                                   |
|                | Marienkapelle Delhoven       | Delhoven Im Mühlenend 28a, 41540 Dormagen                  | 1912, 1952 und 1984 verändert bzw. neu gestaltet. | Seit 2002 unter Denkmalschutz.                                                                   |
|                | St. Raphael                  | Nievenheim Johann-Blank-Weg 10, 41542 Dormagen             |                                                   | Autobahnkapelle an der Raststätte Nievenheim-Ost, Fahrtrichtung Nord                             |

### Evangelische Kirchen
| Abbildung      | Name                         | Standort                                        | Bauzeit                                                                     | Besonderheiten                       |
| -------------- | ---------------------------- | ----------------------------------------------- | --------------------------------------------------------------------------- | ------------------------------------ |
|                | Gemeindezentrum Arche        | Rheinfeld Rheinfelder Str. 45, 41539 Dormagen   |                                                                             | Unter Verwaltung der Christuskirche. |
| weitere Bilder | Christuskirche               | Dormagen-Mitte Ostpreußenalle 5, 41539 Dormagen | 1962/63 (Klaus Heubel, Frankfurt)                                           |                                      |
| weitere Bilder | Friedenskirche               | Zons Lessingstr. 24, 41541 Dormagen             |                                                                             |                                      |
|                | Kreuzkirche                  | Nievenheim Bismarckstr. 72, 41542 Dormagen      |                                                                             |                                      |
|                | Lukaskirche                  | Stürzelberg Delrather Str. 13, 41541 Dormagen   |                                                                             |                                      |
|                | Seniorenzentrum Markuskirche | Horrem Weilerstr. 18a, 41542 Dormagen           | Markuskirche 2006 entwidmet, abgerissen, stattdessen Seniorenzentrum erbaut | ab 2008                              |
|                | Matthäuskirche               | Delhoven Pfauenstr. 8, 41540 Dormagen           |                                                                             |                                      |

### Freikirchliche Gemeinden
| Abbildung | Name                                | Standort                                          | Bauzeit                          | Besonderheiten |
| --------- | ----------------------------------- | ------------------------------------------------- | -------------------------------- | -------------- |
|           | Baptisten-Kirche                    | Rheinfeld Bürger-Schützen-Allee 1, 41539 Dormagen | 2021/22                          | Baptisten.     |
|           | Evangelisch-Freikirchliche Gemeinde | Nievenheim Poststraße 4, 41542 Dormagen           | 2005 (Umbau der ehemaligen Post) |                |
|           | Königreichssaal                     | Hackenbroich Bunsenstraße 18, 41540 Dormagen      |                                  | Zeugen Jehovas |

### Neuapostolische Kirchen
| Abbildung | Name                                     | Standort                             | Bauzeit                          | Besonderheiten                                                        |
| --------- | ---------------------------------------- | ------------------------------------ | -------------------------------- | --------------------------------------------------------------------- |
|           | Neuapostolische Kirchengemeinde Dormagen | Horrem Weilerstr. 23, 41450 Dormagen | 1972, 2014 umfangreich renoviert | Platz für etwa 250 Gottesdienstbesucher; gehört zum Bezirk Köln-West. |

## Islam
Es gibt in Dormagen folgende Moscheen und Gebetsräume:
| Abbildung | Name                         | Standort                                         | Bauzeit | Bemerkungen                                                                                        |
|           | Dormagen Camii               | Dormagen-Mitte Höhenberg 11, 41539 Dormagen      |         | Bildungs- und Kulturverein in Dormagen e. V. im Verband der Islamischen Kulturzentren e. V. (VIKZ) |
|           | Mutter Maria Moschee         | Horrem Kieler Straße 3, 41540 Dormagen           |         | Dachverband: Islamische Gemeinschaft Millî Görüş e. V. (IGMG)                                      |
|           | Süleymaniye Camii            | Dormagen-Nord Roseller Straße 21, 41539 Dormagen |         | Dachverband: Türkisch-Islamische Union der Anstalt für Religion e. V. (DITIB)                      |
|           | Masjid Salahuddin al-Ayyuubi | Hackenbroich Neckarstraße 4, 41540 Dormagen      |         | Deutschsprachiger Islamkreis Dormagen e. V., freie Moschee ohne Dachverband                        |

## Judentum
| Abbildung      | Name                        | Standort                                                     | Bauzeit                                                        | Bemerkungen |
| -------------- | --------------------------- | ------------------------------------------------------------ | -------------------------------------------------------------- | --- |
|                | Betsaal                     | Kölner Straße 127, 41539 Dormagen                            | Seit 1912 Betraum im Haus Kölner Straße 127, bis 1938 benutzt. | In Privatbesitz, seit 1994 unter Denkmalschutz. Verbindungsweg Kölner Straße – Unter den Hecken wird Am jüdischen Bethaus benannt. |
| weitere Bilder | Jüdischer Friedhof Dormagen | gegenüber Krefelder Straße 84, 41539 Dormagen                | Erstmals 1862 schriftlich erwähnt, letzte Bestattung 1968      | Seit 1984 unter Denkmalschutz. |
|                | Jüdischer Friedhof (Zons)   | Zons Zonser Heide an der Nievenheimer Straße, 41541 Dormagen | Mitte des 19. Jahrhunderts, letzte Bestattung 1936             | Seit 1984 unter Denkmalschutz. |